# Meira (Lugo)
Meira ist eine spanische Gemeinde (Concello) mit 1.756 Einwohnern (Stand: 2024) in der Provinz Lugo der Autonomen Gemeinschaft Galicien.

## Geografie
Meira liegt am nordöstlichen Rand der Provinz Lugo ca. 30 Kilometer nordöstlich der Provinzhauptstadt Lugo.
Umgeben wird Meira von den fünf Nachbargemeinden:
| A Pastoriza | Riotorto                                    | A Pontenova       |
|             | Kompassrose, die auf Nachbargemeinden zeigt |                   |
|             | Pol                                         | Ribeira de Piquín |

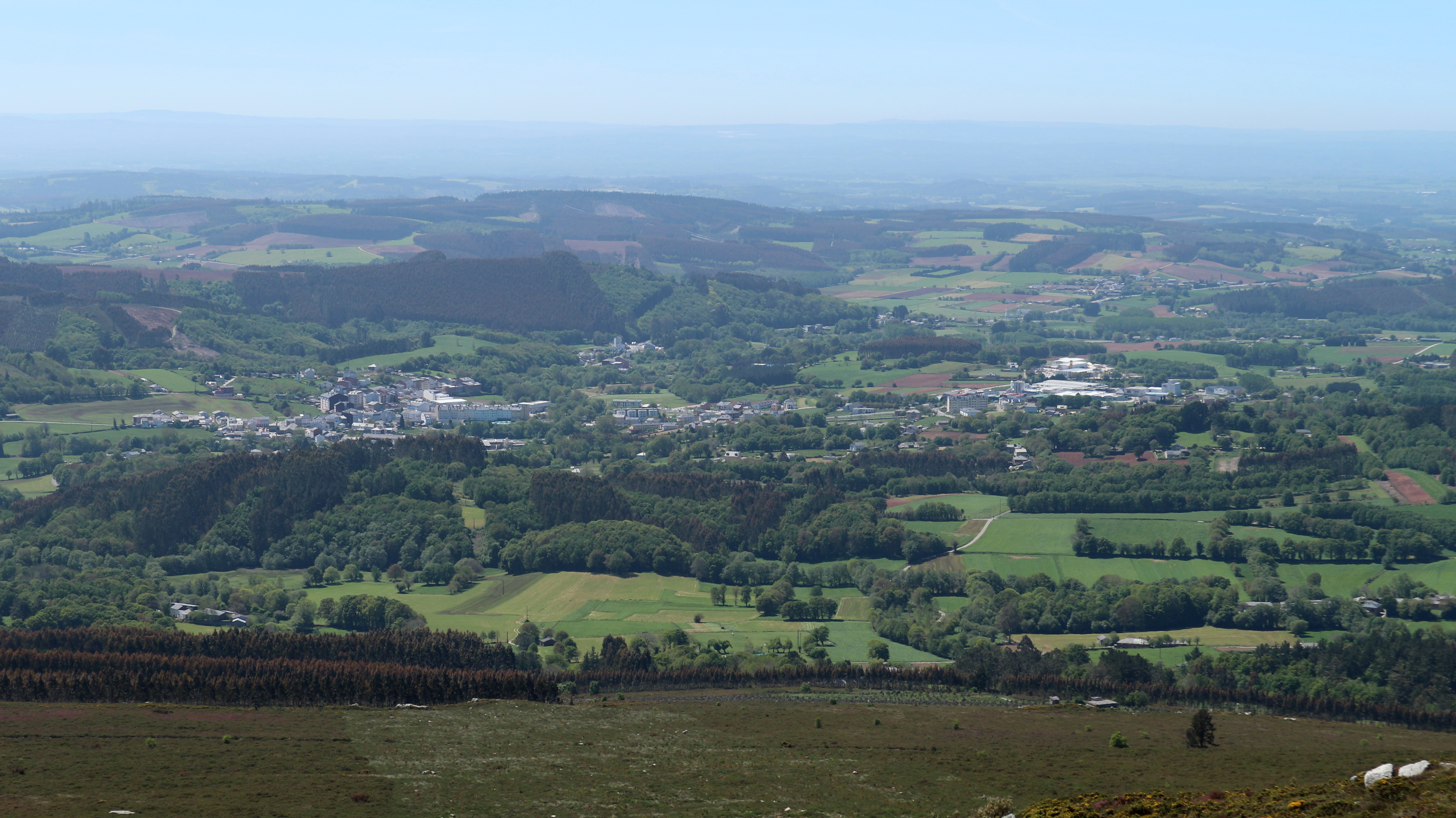
Blick vom O Pico do Forno de Martín

Das Gebiet der Gemeinde liegt zwischen der Ebene A Terra Chá und den Sierras Orientales beiderseits der Bergkette, die den Namen der Gemeinde trägt. Der höchste Punkt ist der O Pico do Forno de Martín (892 m).
Der Río Miño entspringt im Gemeindegebiet in der Serra de Meira und fließt in westlicher Richtung in die Nachbargemeinde A Pastoriza.

## Klima
|                        | Jan | Feb | Mär | Apr  | Mai  | Jun  | Jul  | Aug  | Sep  | Okt  | Nov  | Dez |   |      |
| Mittl. Temperatur (°C) | 5,7 | 5,7 | 7,7 | 9,3  | 12   | 15,3 | 17   | 17,4 | 15,8 | 12,7 | 8,2  | 6,3 | ⌀ | 11,1 |
| Mittl. Tagesmax. (°C)  | 9   | 9,6 | 12  | 13,6 | 16,4 | 20   | 21,8 | 22,4 | 20,7 | 16,9 | 11,4 | 9,8 | ⌀ | 15,3 |
| Mittl. Tagesmin. (°C)  | 2,7 | 2,2 | 3,7 | 5,2  | 7,9  | 11,1 | 12,9 | 13,2 | 11,7 | 9    | 5,3  | 3,2 | ⌀ | 7,4  |
|                        |     |     |     |      |      |      |      |      |      |      |      |     |   |      |
| Niederschlag (mm)      | 129 | 106 | 111 | 127  | 116  | 76   | 48   | 58   | 83   | 132  | 147  | 131 | Σ | 1264 |
|                        |     |     |     |      |      |      |      |      |      |      |      |     |   |      |
| Sonnenstunden (h/d)    | 3,6 | 4,4 | 5,6 | 6,2  | 6,8  | 7,2  | 7,0  | 7,2  | 7,0  | 5,9  | 4,0  | 4,0 | ⌀ | 5,7  |
|                        |     |     |     |      |      |      |      |      |      |      |      |     |   |      |
| Regentage (d)          | 11  | 9   | 10  | 11   | 11   | 8    | 7    | 7    | 8    | 11   | 12   | 11  | Σ | 116  |
|                        |     |     |     |      |      |      |      |      |      |      |      |     |   |      |
| Luftfeuchtigkeit (%)   | 86  | 84  | 81  | 81   | 81   | 79   | 78   | 77   | 78   | 82   | 86   | 85  | ⌀ | 81,5 |

| 2,7 |

| 2,2 |

| 3,7 |

| 5,2 |

| 7,9 |

| 11,1 |

| 12,9 |

| 13,2 |

| 11,7 |

| 9 |

| 5,3 |

| 3,2 |

| 2,7 |

| 2,2 |

| 3,7 |

| 5,2 |

| 7,9 |

| 11,1 |

| 12,9 |

| 13,2 |

| 11,7 |

| 9 |

| 5,3 |

| 3,2 |

Das Klima zeichnet sich durch mäßig warme Sommer und relativ milde Winter aus. Fast die Hälfte der Niederschläge fällt in den Monaten Oktober bis Januar. Luftfeuchtigkeit, Niederschlagsmengen und Anzahl der Regentage pro Monat nehmen in den Sommermonaten Juni bis September deutlich ab.

## Bevölkerungsentwicklung der Gemeinde
Legende: Meira und Ribera de Piquín___Meira

Quelle: INE-Archiv – grafische Aufarbeitung für Wikipedia 
Nach einem Anwachsen der Gemeindegröße auf fast 4500 Einwohner im ausgehenden 19. Jahrhundert sank die Zahl der Bevölkerung stetig bis unter 2000. Der Rückgang in den 1930er Jahren ist auf die Unabhängigkeit von Ribeira de Piquín zurückzuführen.
| Männer | Alterstufe | Frauen |
| ------ | ---------- | ------ |
| 0      | 100+       | 1      |
| 2      | 95–99      | 2      |
| 16     | 90–94      | 31     |
| 35     | 85–89      | 51     |
| 33     | 80–84      | 41     |
| 50     | 75–79      | 52     |
| 48     | 70–74      | 54     |
| 61     | 65–69      | 50     |
| 57     | 60–64      | 42     |
| 64     | 55–59      | 64     |
| 66     | 50–54      | 63     |
| 60     | 45–49      | 71     |
| 62     | 40–44      | 70     |
| 74     | 35–39      | 48     |
| 48     | 30–34      | 44     |
| 49     | 25–29      | 27     |
| 31     | 20–24      | 28     |
| 21     | 15–19      | 27     |
| 33     | 10–14      | 27     |
| 35     | 5–9        | 33     |
| 31     | 0–4        | 29     |

Am 1. Januar 2021 waren ca. 56 % der Bevölkerung (58 % der Männer, 53 % der Frauen) im erwerbsfähigen Alter (20–64), während dieser Wert für ganz Spanien ca. 61 % betrug.
Die Überalterung der Bevölkerung der Gemeinde zeigt folgende Tabelle, bei der das Verhältnis von Gruppen von älteren Personen mit Gruppen von Personen der jüngeren Generation verglichen wird:
| Alter | Anzahl Personen | Alter | Anzahl Personen | Provinz | Galicien | Spanien |
| ----- | --------------- | ----- | --------------- | ------- | -------- | ------- |
| 60–64 | 100             | 20–24 | 60              | 49      | 58       | 79      |
| 55–59 | 100             | 15–19 | 38              | 45      | 57       | 71      |
| 50–54 | 100             | 10–14 | 47              | 47      | 56       | 68      |

## Gemeindegliederung
Die Gemeinde Meira ist in zwei Parroquias gegliedert:
| Parroquias | Patrozinium  | Einwohner 2024 | Fläche km² | Dichte Einw./km² | Höhe msnm | Ortskennzahl |
| ---------- | ------------ | -------------- | ---------- | ---------------- | --------- | ------------ |
| Meira      | Santa María  | 1.636          | 30,23      | 54               | 481       | 27029010000  |
| Seixosmil  | Santo Isidro | 117            | 16,45      | 7                | 630       | 27029020000  |

Der Sitz der Gemeinde befindet sich im Ort Meira in der gleichnamigen Parroquia.

## Geschichte
Einige Quellen deuten darauf hin, dass es an diesem Ort eine Gemeinschaft von Einsiedlern, die dem Benediktinerorden angehörten und im Jahr 995 von Abt Giraldo geleitet wurde. Sicher ist, dass der Ort dem Zisterzienserkloster Santa María de Meira angegliedert war. Zwölf französische Mönche aus Clairvaux kamen dank König Alfons VII. in dieses Land und gründeten 1143 eine Klostergemeinschaft. Während des Irmandiña-Aufstandes zerstörten die Irmandiños 1469 etwa 130 Burgen, Festungen und Herrenhäuser (darunter Castelo da Rocha Forte und Castell Sandiás). Die Irmandinische Revolte ist dem deutschen Bauernkrieg von 1524 vergleichbar. 
Meira hatte seit dem 16. Jahrhundert ein Philosophiekolleg, das als ein wichtiges Studienzentrum galt. Am Anfang des 19. Jahrhunderts wurde es von Napoleonischen Truppen besetzt. Im Zuge der Desarmortisationsdekrete von Juan Álvarez Mendizábal musste das Kloster aufgegeben werden.

## Sehenswürdigkeiten
- Kloster Santa María

Für den Bau diente das Klosters Clairvaux als Vorlage. Die Klosterkirche ist 70 Meter lang und 14 Meter hoch. Sie wurde am 3. Juni 1258 von Bischof Martín de Lugo feierlich geweiht. Sie besitzt einen Grundriss mit drei Schiffen, einem Querschiff und fünf Kapellen die Form eines lateinischen Kreuzes. Für das Kolleg wurden Nebengebäude errichtet, für die Unterkünfte, Pförtner und Kreuzgang der Ritter. Heute sind Rathaus und Pfarrhaus darin untergebracht, von dem ein Teil des Kreuzgangs erhalten ist. Napoleons Truppen benutzten das Kloster als Lazarett und Pulverlager.

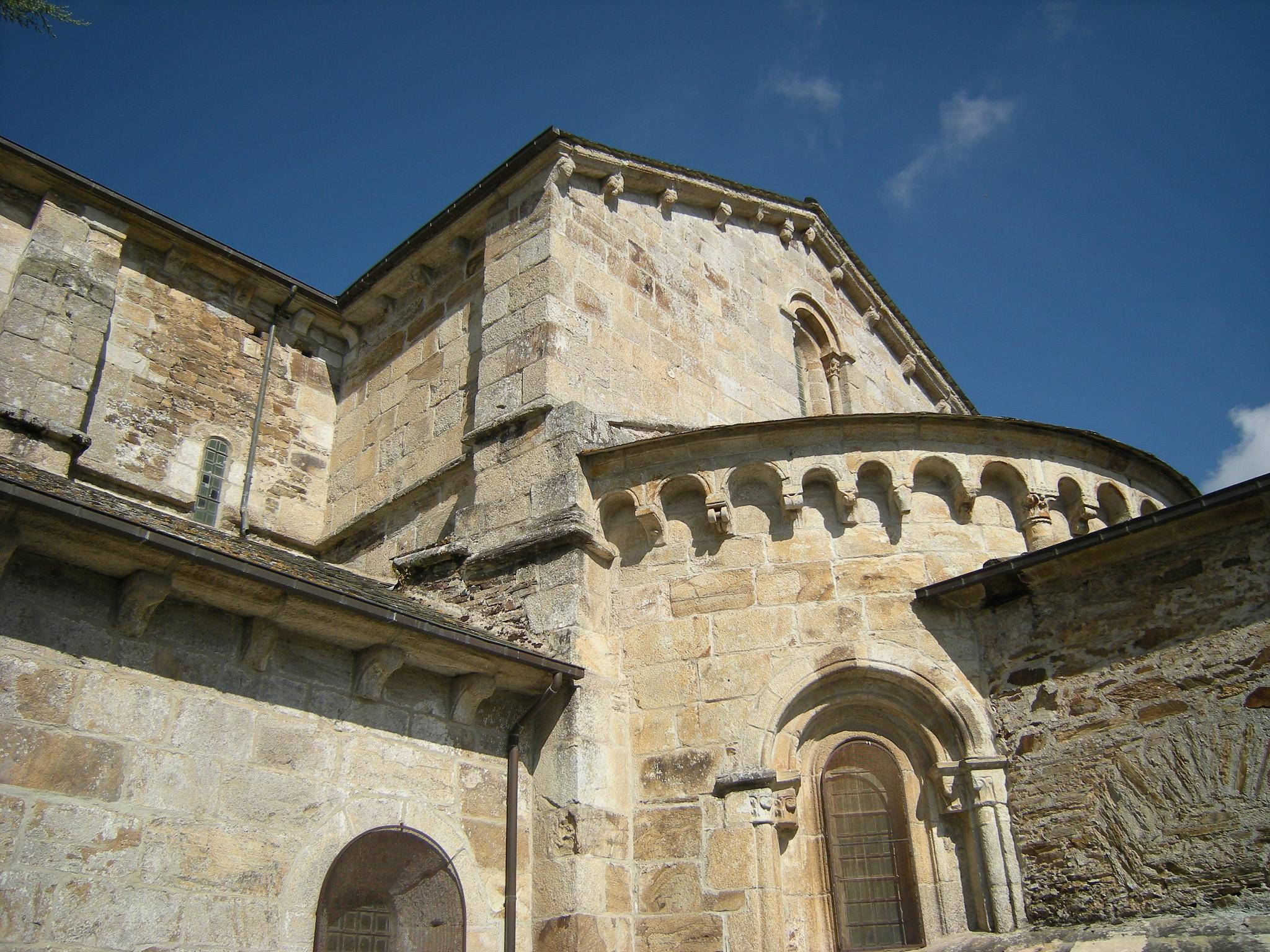
Klosterkirche
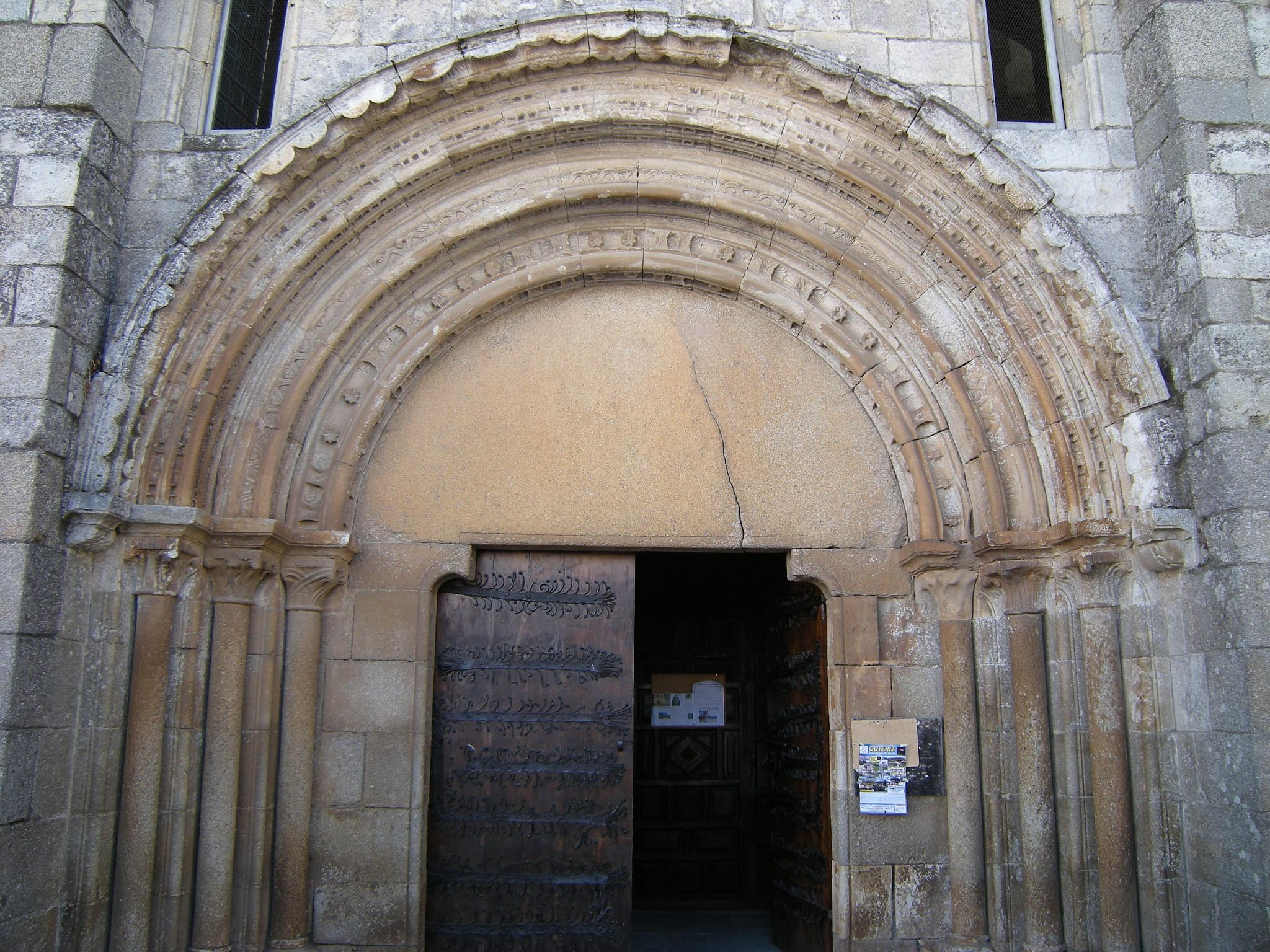
Eingangsportal
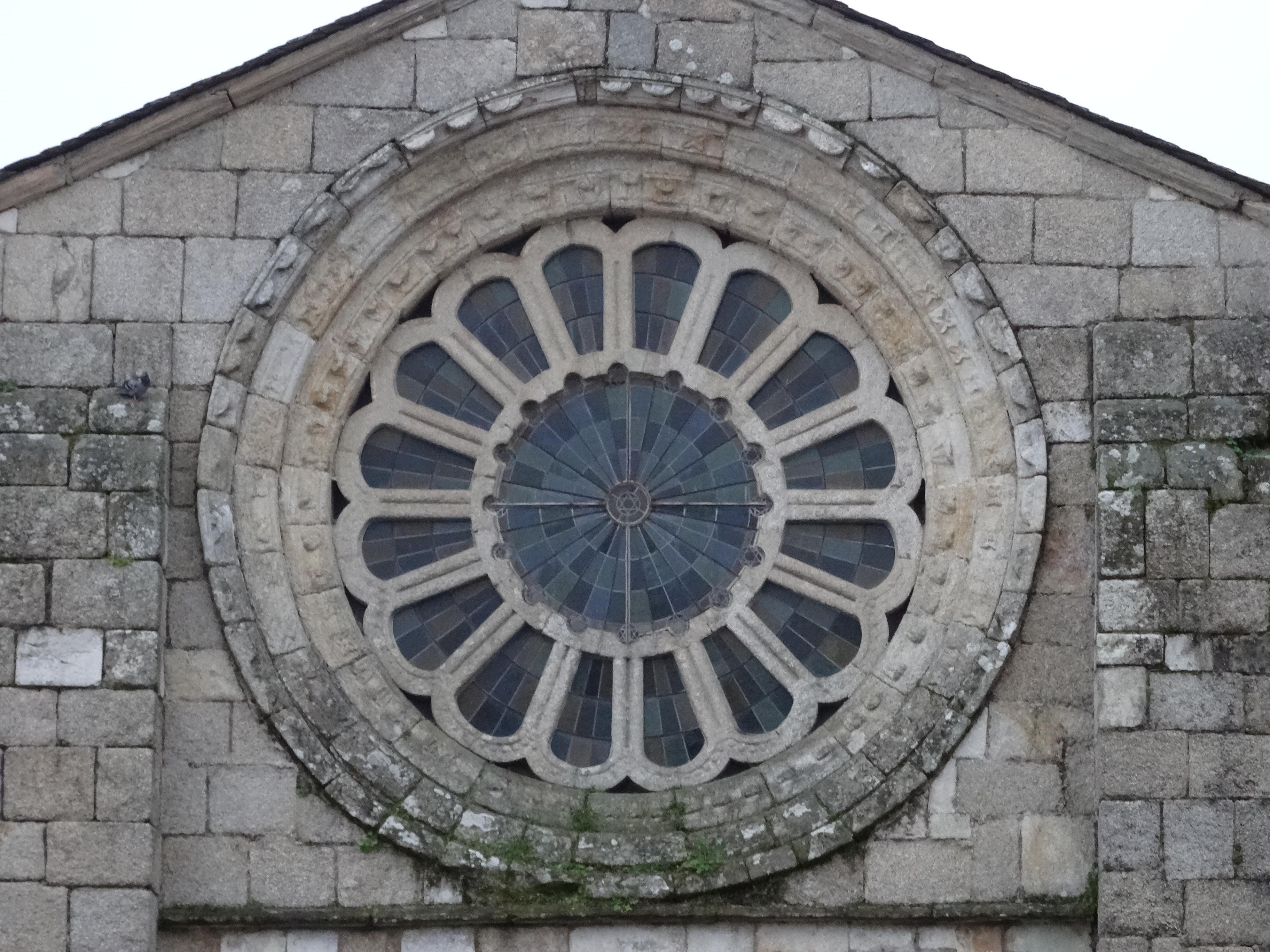
Rosette über dem Eingang
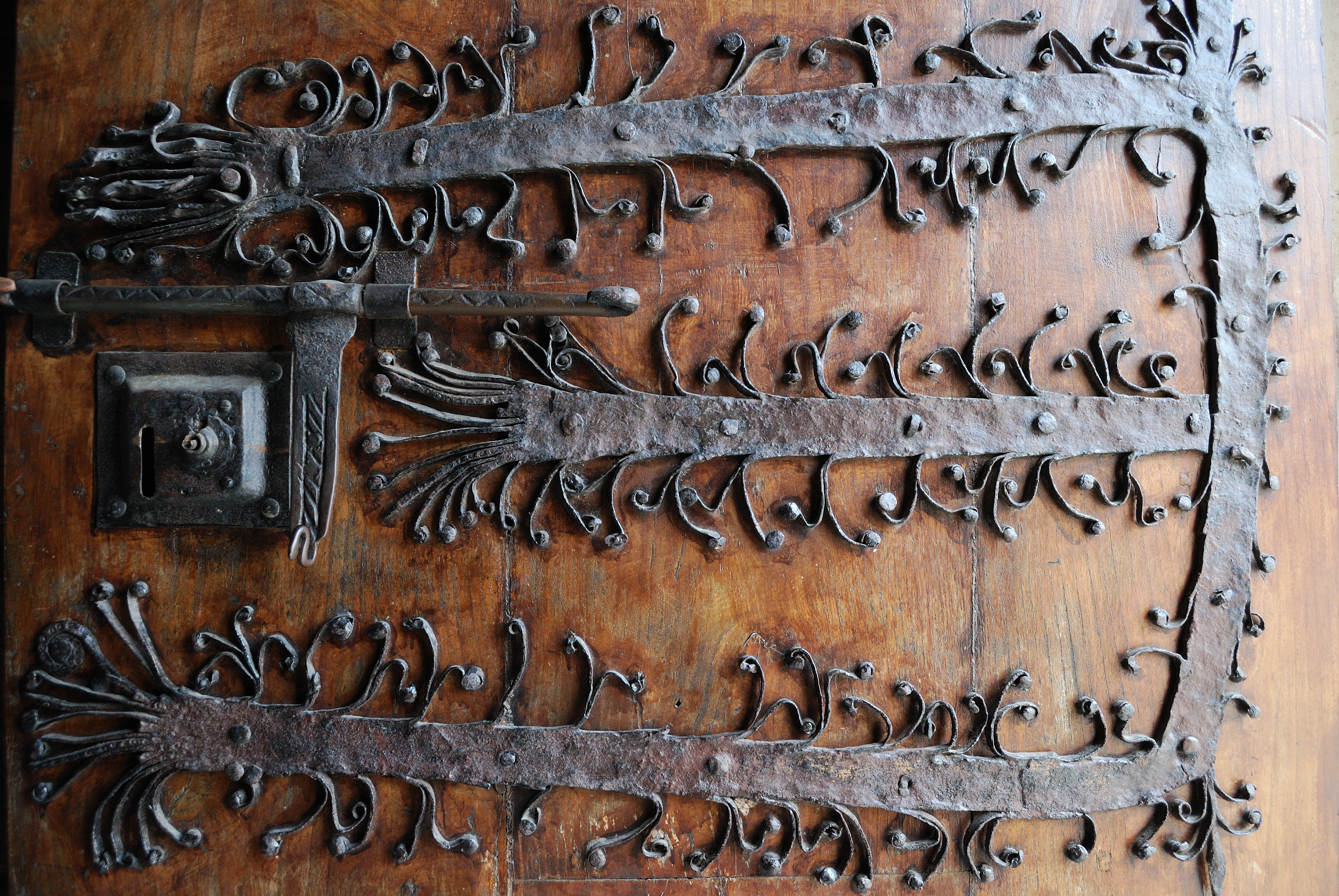
Eingangstür
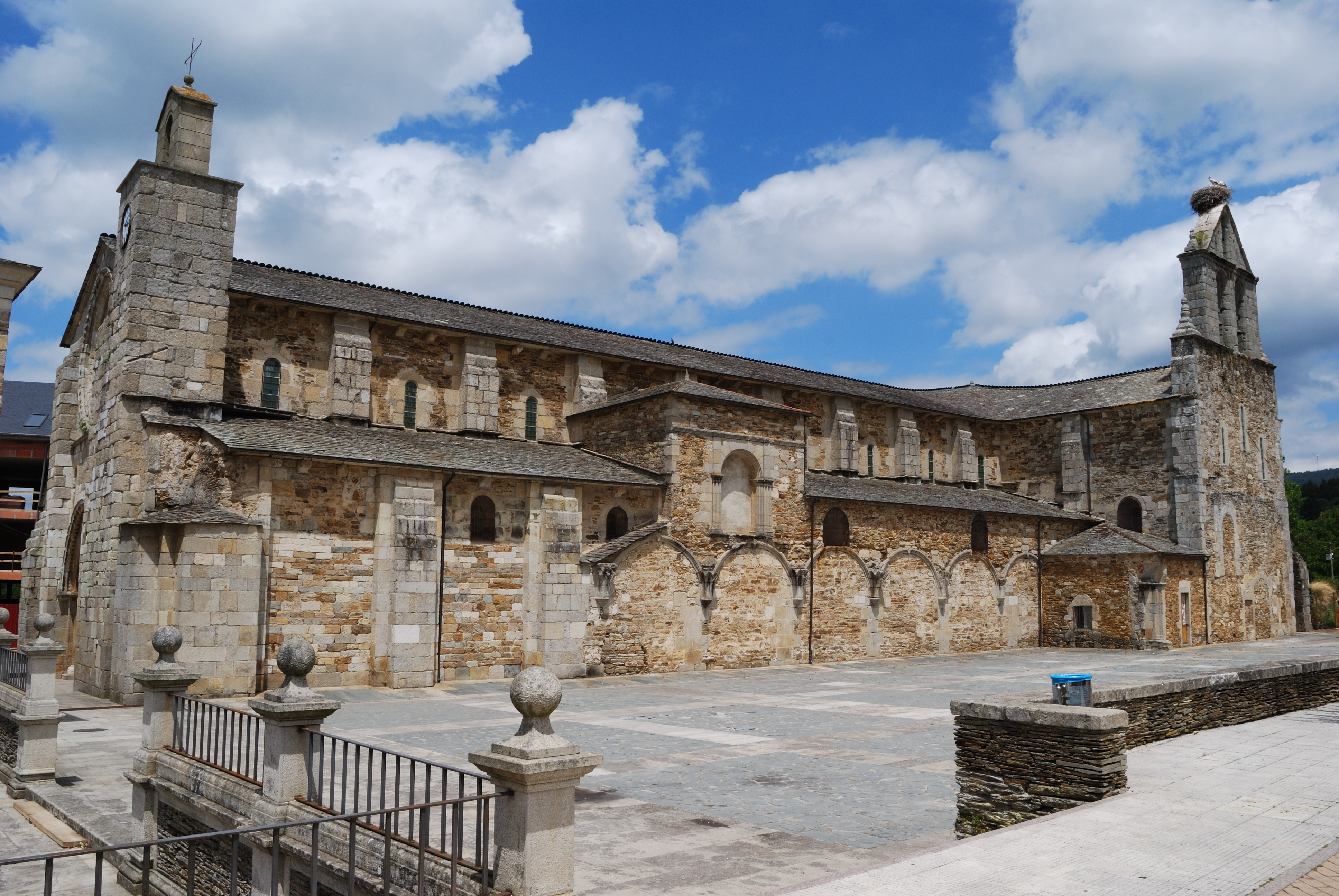
Seitenwand
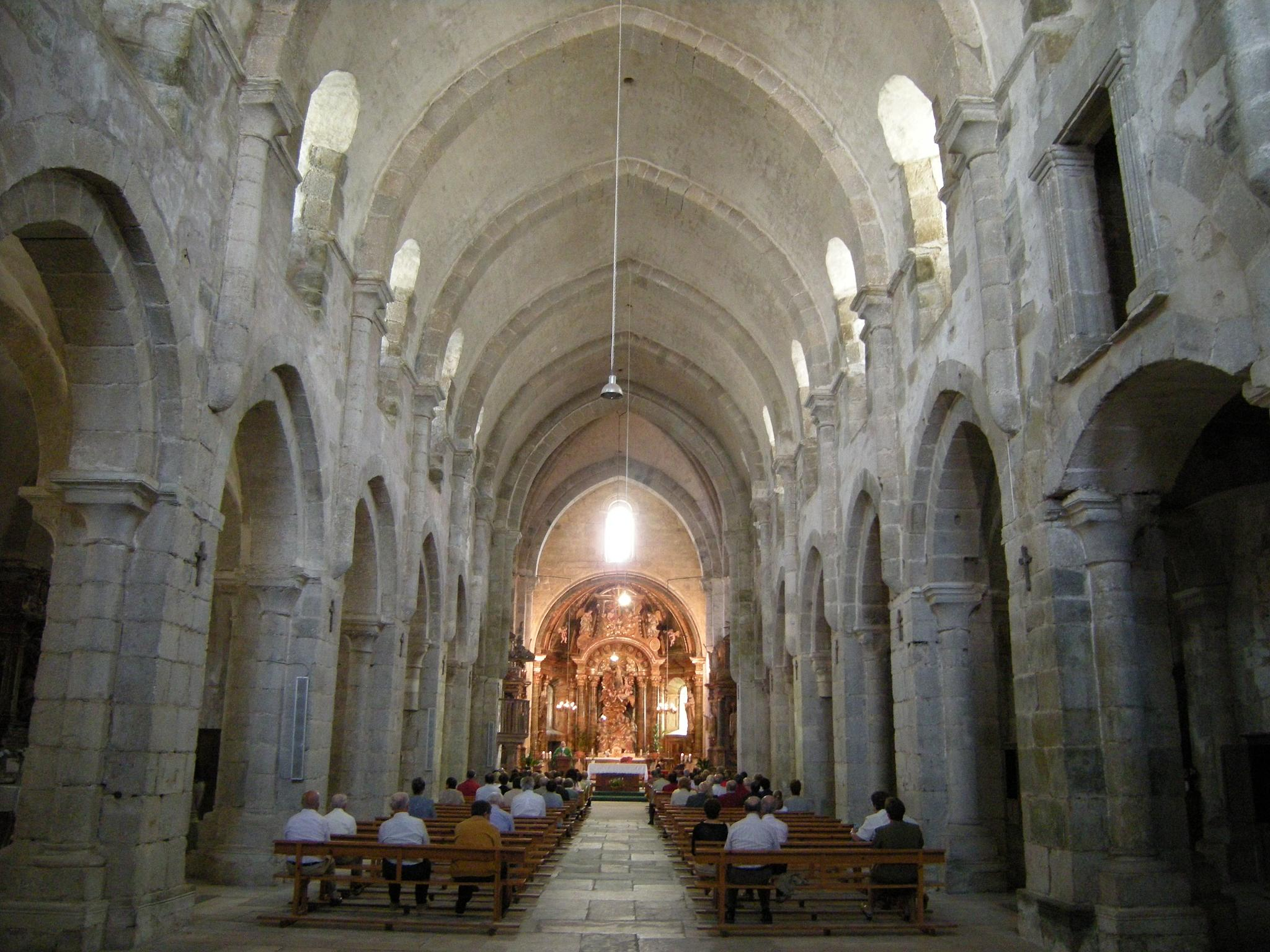
Mittelschiff
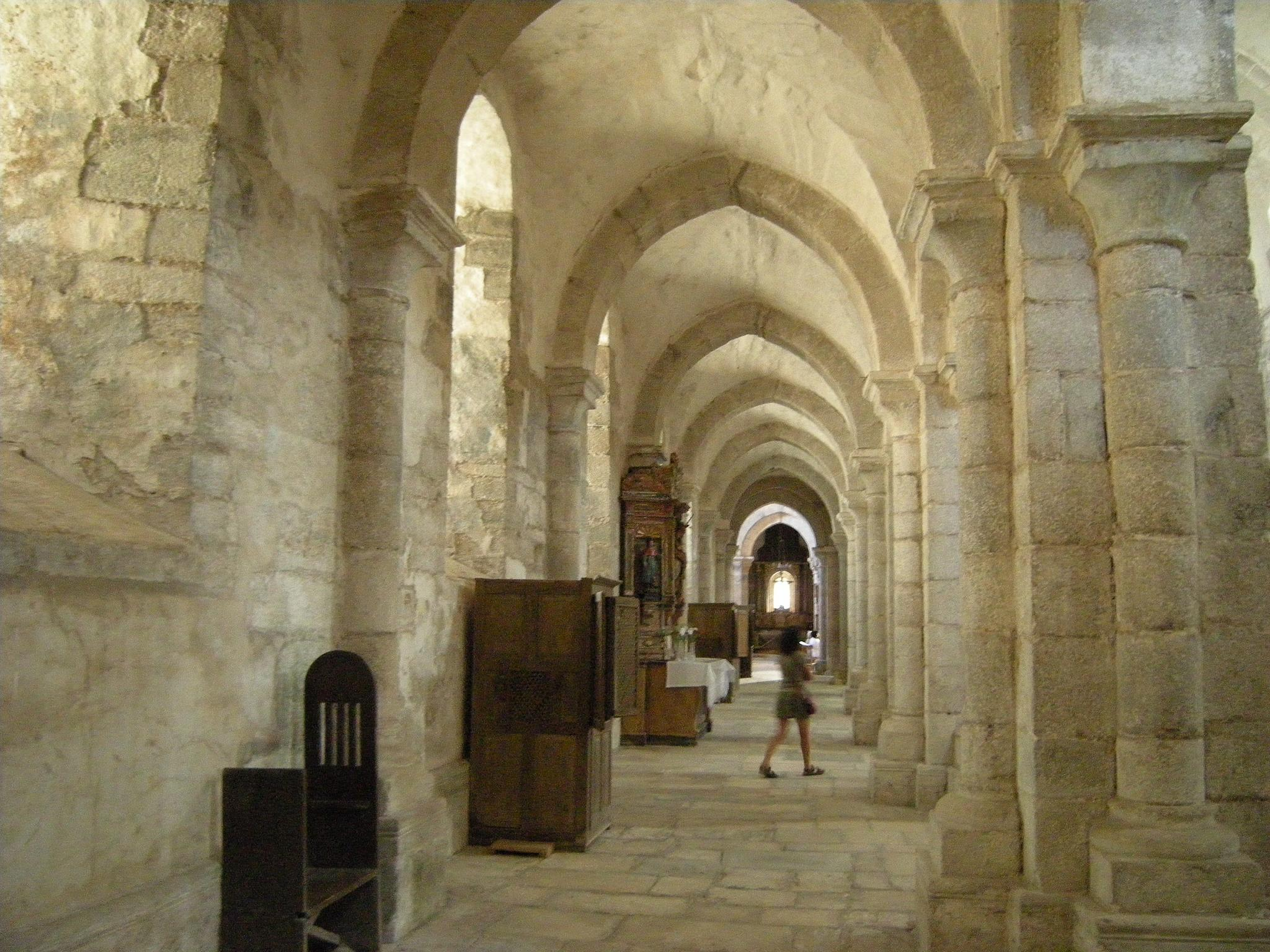
Seitenschiff

## Wirtschaft
| Ackerbau, Viehzucht und Fischerei                                                  | 143 | 018,48 |
| Industrie                                                                          | 101 | 013,05 |
| Bauwirtschaft                                                                      | 055 | 07,11  |
| Dienstleistungsbetriebe                                                            | 475 | 061,37 |
| Total                                                                              | 774 | 100,00 |
| * Daten aus dem Statistischen Amt für Wirtschaftliche Entwicklung in Galicien, IGE |     |        |

## Verkehr
Die Nationalstraße N-640 durchquert das Gebiet der Gemeinde von Nord nach Süd und führt nach Norden in Richtung Küste bei Ribadeo und im Süden in die Provinzhauptstadt Lugo. Weitere wichtige überörtliche Straßen sind die Provinzstraßen LU-750 nach Baralla über Pol und Baleira und die LU-751 nach Ribeira de Piquín.